# Station Saint-Martin-d'Oney
Station Saint-Martin-d'Oney is een spoorweghalte in de Franse gemeente Saint-Martin-d'Oney.